# باول ستيفنز (لاعب كريكت)
باول ستيفنز (31 يوليو 1973 - ) (بالإنجليزية: Paul Stevens)‏ هو لاعب كريكت بريطاني.

## وصلات خارجية
- باول ستيفنز على موقع إي آس بي آن كريك إنفو (الإنجليزية)